# Frances Gifford

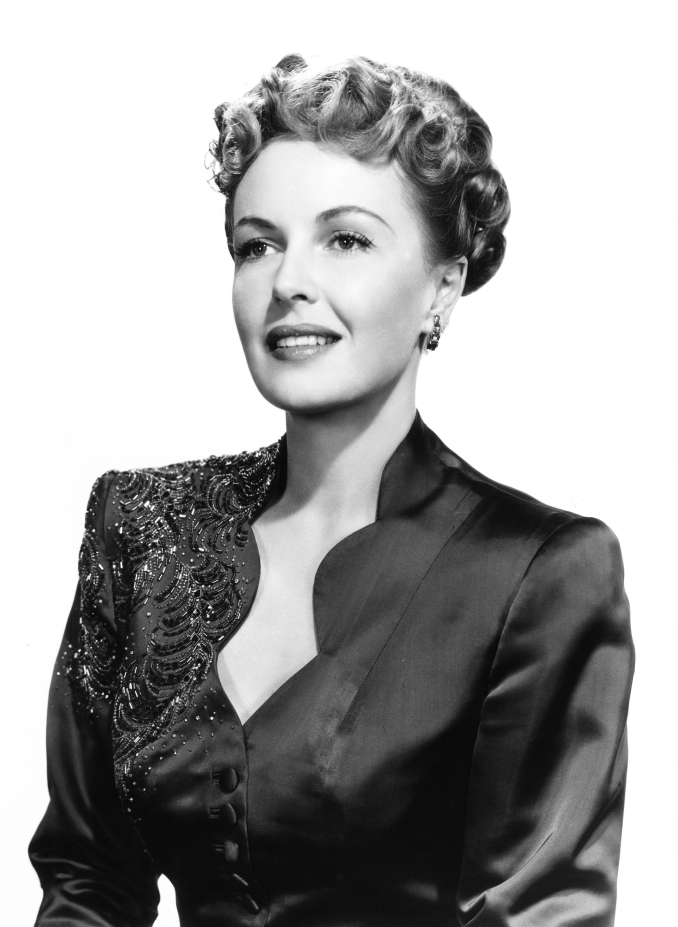
Frances Gifford.

Frances Gifford, född 7 december 1920 i Long Beach, Kalifornien, död 22 januari 1994 i Pasadena, Kalifornien, var en amerikansk skådespelare. Gifford medverkade i över 30 filmer under åren 1937-1953 och gjorde några större roller i Hollywoodfilmer på 1940-talet.

## Filmografi, urval
- 1937 – Förbjuden ingång (ej krediterad)
- 1939 – Mr. Smith i Washington (ej krediterad)
- 1941 – Den fredliga draken
- 1942 – Glasnyckeln
- 1942 – Min osynlige vän
- 1943 – Kvinnor vid fronten
- 1944 – Äktenskapet – en privatsak?
- 1945 – Badflickan
- 1945 – När hjärtat talar
- 1948 – Fest ombord
- 1950 – Broadway Bill